# Los Maquis (O'Higgins)

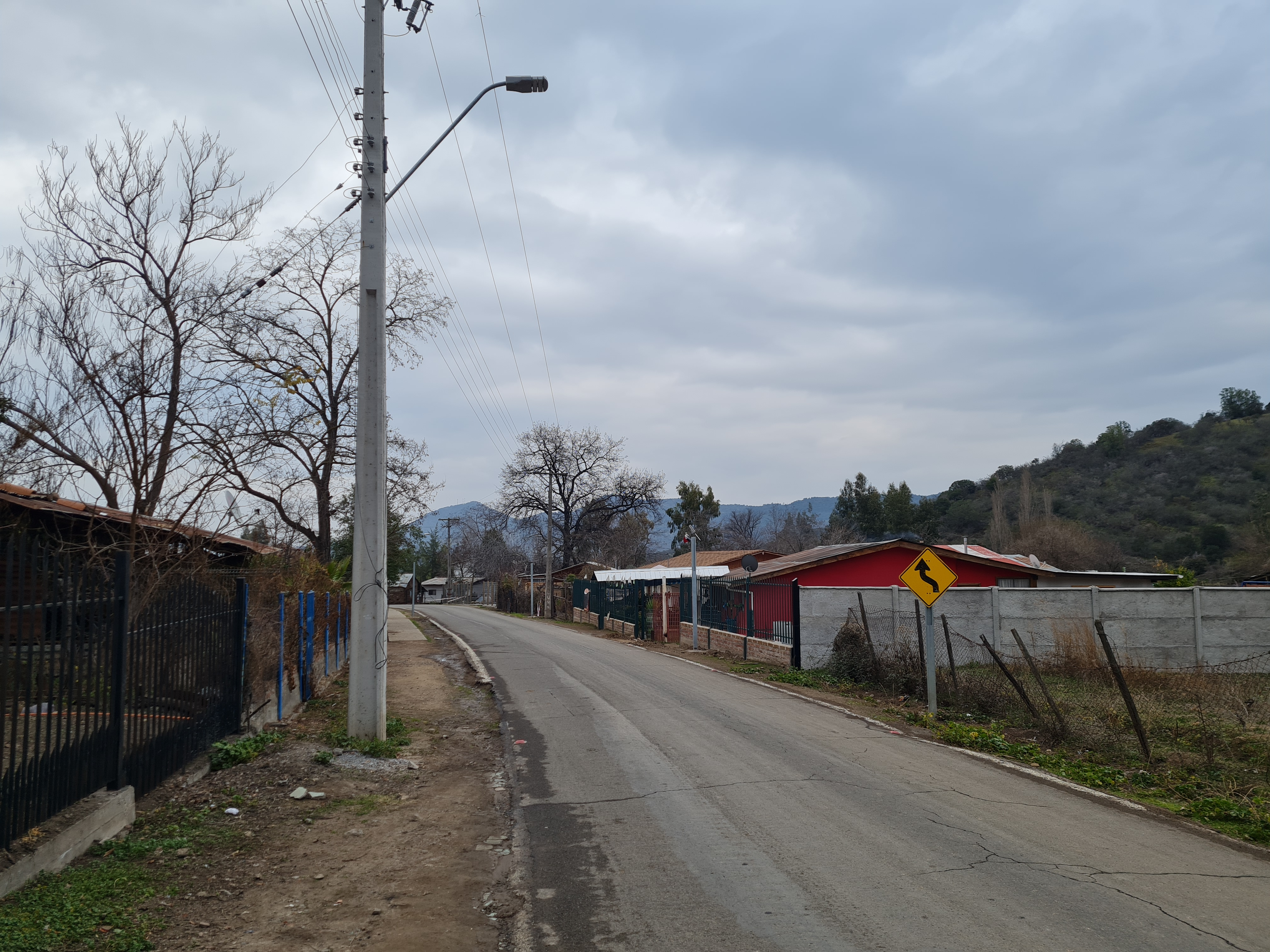
Vista de la localidad.

Los Maquis es una localidad chilena perteneciente a la comuna de Malloa, provincia de Cachapoal, en la región de O'Higgins. Está situada a 12 km al este de la localidad de Malloa, ubicándose en la precordillera, y contaba con una población de 251 habitantes en 2017.

## Descripción
La localidad se ubica en la precordillera de la región de O'Higgins. Presenta un uso de suelo de carácter agrícola y vitivinícola, siendo el estero Rigolemu la principal fuente de agua. En la localidad existen balnearios naturales que son frecuentados principalmente en temporada de verano.

## Transportes
El principal transporte interurbano de la localidad está compuesto por recorridos de microbuses con destinos a localidades geográficamente cercanas, como Rengo y Pelequén.

## Educación
En la localidad existe una escuela de carácter municipal, la escuela Los Maquis.